# 圣雅姆
圣雅姆（法語：Saint-James，法語發音：[sɛ̃ ʒam]）是法国芒什省的一个市镇，属于阿夫朗什区。

## 历史
2017年，以下6个市镇并入圣雅姆：
- 阿尔古日（Argouges）
- 卡尔内（Carnet）
- 拉克鲁瓦阿夫朗尚（La Croix-Avranchin）
- 蒙塔内勒（Montanel）
- 韦尔贡塞（Vergoncey）
- 维利耶勒普雷（Villiers-le-Pré）

## 地理
圣雅姆（48°31'22"N, 1°19'29"W）面积86.41 平方千米，位于法国诺曼底大区芒什省，该省份为法国西北部沿海省份，西、北、东北三面环大西洋，东起顺时针与卡爾瓦多斯省、奧恩省、马耶讷省和伊勒-维莱讷省接壤。
与圣雅姆接壤的市镇（或旧市镇、城区）包括：克罗隆、瑞耶、圣瑟涅德伯夫龙、蒙茹瓦圣马丹、勒费雷、莱波特迪科格莱、瓦勒库埃农、萨塞、蓬托尔松、塞尔翁。
圣雅姆的时区为UTC+01:00、UTC+02:00（夏令时）。

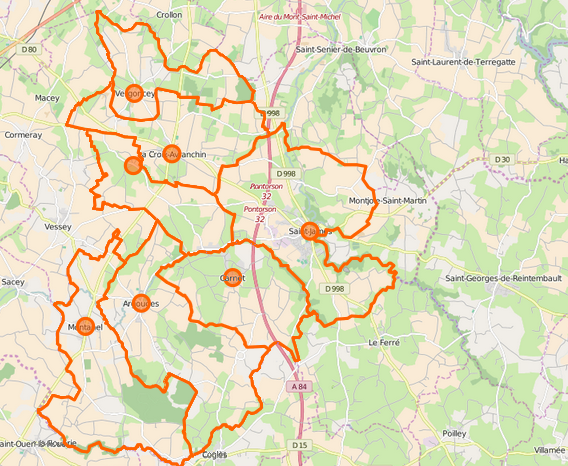
圣雅姆的OSM定位图

## 行政
圣雅姆的邮政编码为50240，INSEE市镇编码为50487。

## 政治
圣雅姆所属的省级选区为圣伊莱尔迪阿库埃县。

## 人口

1962-2008年间圣雅姆人口变化图示

圣雅姆于2022年1月1日时的人口数量为4966人。

## 友好城市
- 德国 埃尔克伦茨（1974年）
- 英国 比明斯特（1978年）